# زمین‌لرزه ۱۹۷۷ جزایر سلیمان
زمین‌لرزه جزایر سلیمان  در تاریخ ۲۱ آوریل ۱۹۷۷ میلادی، برابر با ‎۱ اردیبهشت ۱۳۵۶، ساعت ۴:۲۴:۰۹ به زمان یوتی‌سی در جزایر سلیمان رخ داد. ژرفای این زلزله ۴۳٫۴ کیلومتر بود، و بزرگی آن ۷٫۳ در مقیاس Mw اعلام شده‌است. زمین‌لرزه به وقت محلی در روز پنج‌شنبه، ساعت ۱۵ روی داده و منطقه زمانی آن یوتی‌سی +۱۱ بوده‌است .
سازمان زمین‌شناسی آمریکا نیز رومرکز این زمین‌لرزه را در مختصات ۹°۵۷′۵۴″جنوبی ۱۶۰°۴۳′۵۲″شرقی / ۹٫۹۶۵°جنوبی ۱۶۰٫۷۳۱°شرقی و ژرفای آن را در ۳۳ کیلومتر گزارش کرده‌است. بزرگی برگزیدهٔ این سازمان از میان بزرگیهای محاسبه‌شدهٔ مختلف ۸٫۱ در مقیاس ریشتر بوده و از دید اثر، در میان چهار دسته‌بندی «نامحسوس»، «محسوس»، «زیان‌آور» یا «با تلفات»، زلزله را «با تلفات» اعلام کرده‌است.سونامی نیز در این زلزله گزارش شده‌است.
پروژهٔ «تنسور گشتاور مرکزوار» زاویه‌های (راستا، شیب، ریک) گسل سازندهٔ زمین‌لرزه و صفحه عمود بر آن را (°۳۲۶، °۳۵، °۷۹) یا (°۱۵۹، °۵۵، °۹۷) و نوع گسل را «معکوس» فرارسانده‌است.
زمین‌لرزه هیچ کشته‌ای نداشته و شمار زخمیان ۱ نفر برآورده شده‌است.